# بوهمیا بی.۵
بوهمیا بی. ۵ (به انگلیسی: Bohemia_B.5) یک هواگرد ملخ‌پیشین تک‌موتوره از نوع آموزشی ساخت شرکت Bohemia Pilsen aircraft works است. هواگرد بوهمیا بی. ۵ نخستین پروازش را در ۲۷ آوریل ۱۹۱۹ میلادی انجام داد. در مجموع، تعداد ۱ فروند از این هواگرد ساخته شده‌است.